# الما، لیمپوپو
الما، لیمپوپو (به لاتین: Alma, Limpopo) یک شهرک در آفریقای جنوبی است که در لیمپوپو واقع شده‌است.